# Třída Brooklyn
Třída Brooklyn byla první třída moderních lehkých křižníků sloužících v americkém námořnictvu v době druhé světové války. Stavba všech sedmi lodí této třídy začala ve druhé polovině 30. let a lodě byly dokončeny v letech 1937–1938, tedy v době mezi vypuknutím války v Asii a invazí do Polska. Pro lodě byla typická silná výzbroj 15 děl ráže 152 mm, umístěných v pěti třídělových věžích. 
Třída Brooklyn se výrazně zapsala do dějin druhé světové války. Po válce byla část křižníků prodána. Jejich uživateli se stala Argentina, Brazílie a Chile. Argentinský křižník General Belgrano (ex USS Phoenix) byl za falklandské války roku 1982 potopen britskou jadernou ponorkou HMS Conqueror (S48).
Z konstrukce třídy Brooklyn vycházela dvojice lodí následující třídy St. Louis (někdy také řazených ke třídě Brooklyn), jež byla jen mírnou modifikací třídy Brooklyn. Přepracovány byly kotle, pancéřování a sekundární výzbroj byla umístěna ve dvouhlavňových dělových věžích. Těžký křižník USS Wichita a druhoválečné křižníky rozsáhlých tříd Baltimore a Cleveland svou koncepcí a konstrukcí na třídu Brooklyn navazovaly.

## Stavba

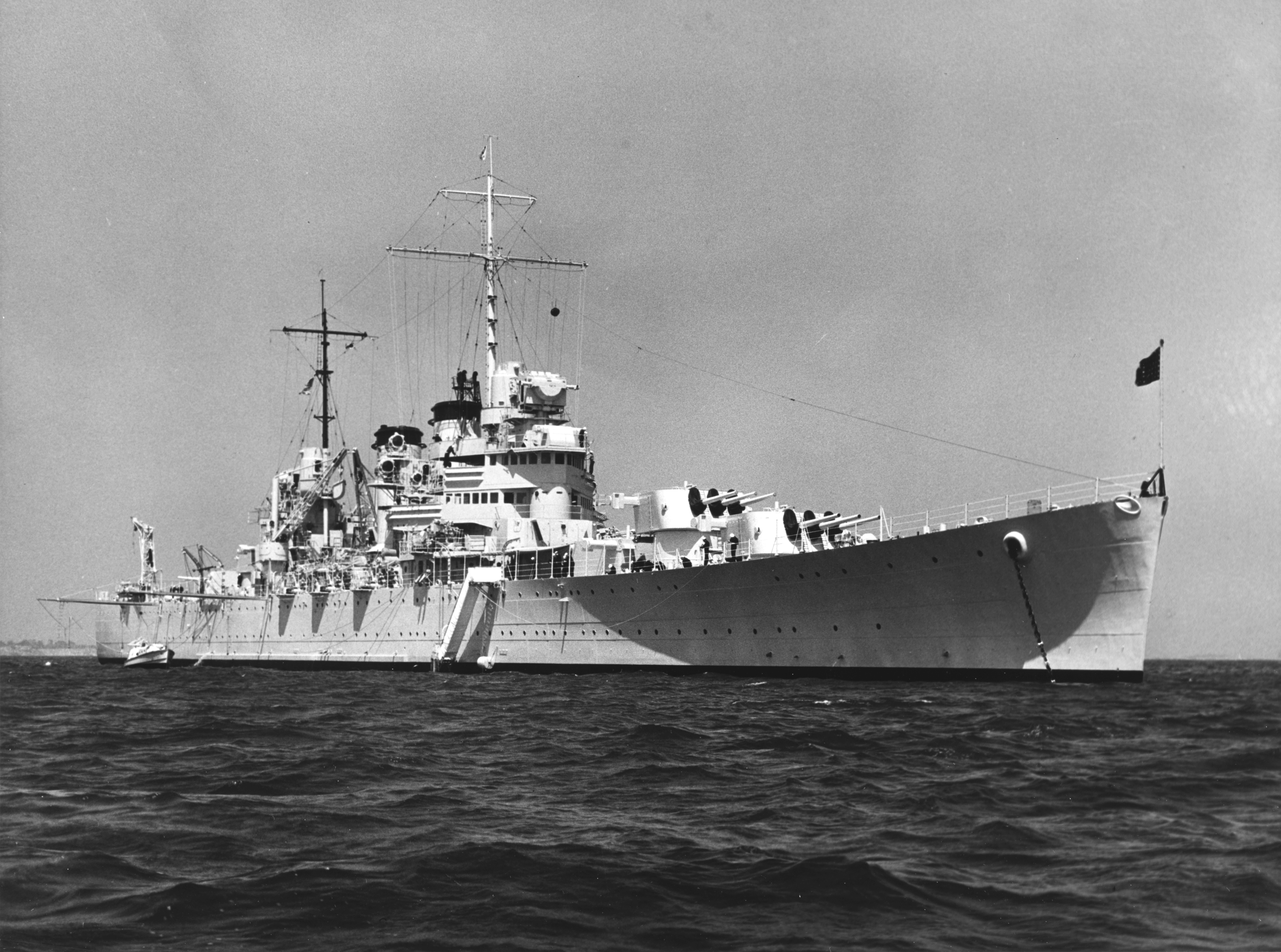
Předválečný snímek USS Boise (CL-47)

Třída Brooklyn byla ovlivněna podpisem Londýnské námořní smlouvy mezi Velkou Británií, USA, Japonskem, Francií a Itálií. Smlouva pozastavila stavbu těžkých křižníků, což byly křižníky s kanóny ráže větší než 155 mm a menší než nejvyšších povolených 203 mm. Americké námořnictvo požadovalo pro službu v Pacifiku více právě takových lodí a rozhodlo se získat alespoň sérií smlouvou povolených lehkých křižníků.
Projekční práce na první americké třídě moderních lehkých křižníků začaly v roce 1930. První čtveřice lodí byla objednána v roce 1933 a další trojice v roce 1934. Základním požadavkem amerického námořnictva byla rychlost a akční rádius, které by byly srovnatelné s těžkými křižníky. Když Japonské císařské námořnictvo začalo stavět nové lehké křižníky třídy Mogami, vyzbrojené 15 kanóny ráže 155 mm, měla se třída Brooklyn stát jejich protiváhou. U lodi byly použity nové 152mm kanóny Mk.16, které mohly střílet 130liberní projektily až na vzdálenost 23 900 metrů. Naopak požadavek na instalaci protiletadlových kanónů ráže 28 mm nebyl plně realizován.
Celkem bylo v letech 1935–1939 postaveno sedm křižníků této třídy. Na stavbě se podílely loděnice New York Navy Yard v Brooklynu, Philadelphia Navy Yard ve Filadelfii, New York Shipbuilding v Camdenu a Newport News Shipbuilding v Newport News.
Jednotky třídy Brooklyn:
| Jméno                    | Loděnice                  | Založení kýlu    | Spuštěna           | Vstup do služby   | Poznámka |
| ------------------------ | ------------------------- | ---------------- | ------------------ | ----------------- | --- |
| USS Brooklyn (CL-40)     | New York Navy Yard        | 12. března 1935  | 30. listopadu 1936 | 18. července 1938 | Vyřazen 1947, dne 19. června 1951 získán chilským námořnictvem jako O'Higgins (02), vyřazen 1992, sešrotován. |
| USS Philadelphia (CL-41) | Philadelphia Navy Yard    | 28. května 1935  | 17. listopadu 1936 | 23. září 1937     | Vyřazen 1947, v lednu 1951 zařazen brazilským námořnictvem jako Barrosso (C-11), vyřazen 1973. |
| USS Savannah (CL-42)     | New York Shipbuilding     | 31. května 1934  | 8. května 1937     | 10. března 1938   | Vyřazen 1947, vyškrtnut 1959, sešrotován. |
| USS Nashville (CL-43)    | New York Shipbuilding     | 24. leden 1935   | 2. října 1937      | 6. června 1938    | Vyřazen 1946, 9. ledna 1951 získán chilským námořnictvem jako Capitan Prat (03), vyřazen 1982, sešrotován. |
| USS Phoenix (CL-46)      | New York Shipbuilding     | 15. dubna 1935   | 19. března 1938    | 3. října 1938     | Vyřazen 1946, dne 17. října 1951 zařazen argentinským námořnictvem jako 17. de Octubre (C-4), později přejmenován na General Belgrano. Během falklandské války byl 3. května 1982 potopen britskou jadernou ponorkou HMS Conqueror (S48). |
| USS Boise (CL-47)        | Newport News Shipbuilding | 1. dubna 1935    | 3. prosince 1936   | 12. srpna 1938    | Vyřazen 1946, dne 11. března 1952 zařazen argentinským námořnictvem jako Neuve de Julio, vyřazen 1978, sešrotován. |
| USS Honolulu (CL-48)     | New York Navy Yard        | 9. prosince 1935 | 26. srpna 1937     | 15. června 1938   | Vyřazen 1947, sešrotován. |

## Konstrukce

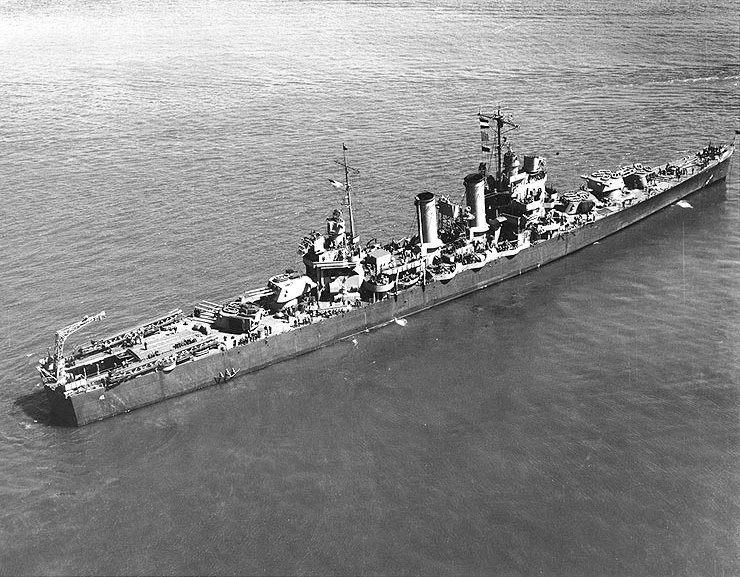
USS Philadelphia (CL-41) v roce 1943

Základní výzbroj tvořilo patnáct 152mm kanónů Mk.16 ve třídělových věžích, osm 127mm kanónů a osm 12,7mm kulometů. Křižníky byly vybaveny dvěma katapulty a čtyřmi průzkumnými hydroplány (Vought O2U Corsair, Curtiss SOC Seagull). Pohonný systém tvořilo osm kotlů Babcock & Wilcox a čtyři turbíny Westinghouse  o výkonu 100 000 shp, pohánějící čtyři lodní šrouby. Nejvyšší rychlost dosahovala 32,5 uzlu. Dosah byl 10 000 námořních mil při rychlosti 15 uzlů.

### Modifikace
Od roku 1942 byl u všech lodí snížen stožár a byl na ně instalován radar. Pro protiletadlovou obranu bylo námořnictvem požadováno 24 hlavní kanónů ráže 40 mm (v kombinaci 4×4, 4×2), v praxi se však protiletadlová výzbroj jednotlivých lodí lišila. Jednalo se o různé kombinace 20mm a 40mm kanónů, nejčastěji to bylo 26 hlavní ráže 40 mm (4×4, 6×2) a 20 hlavní ráže 20 mm (10×2).

## Operační služba

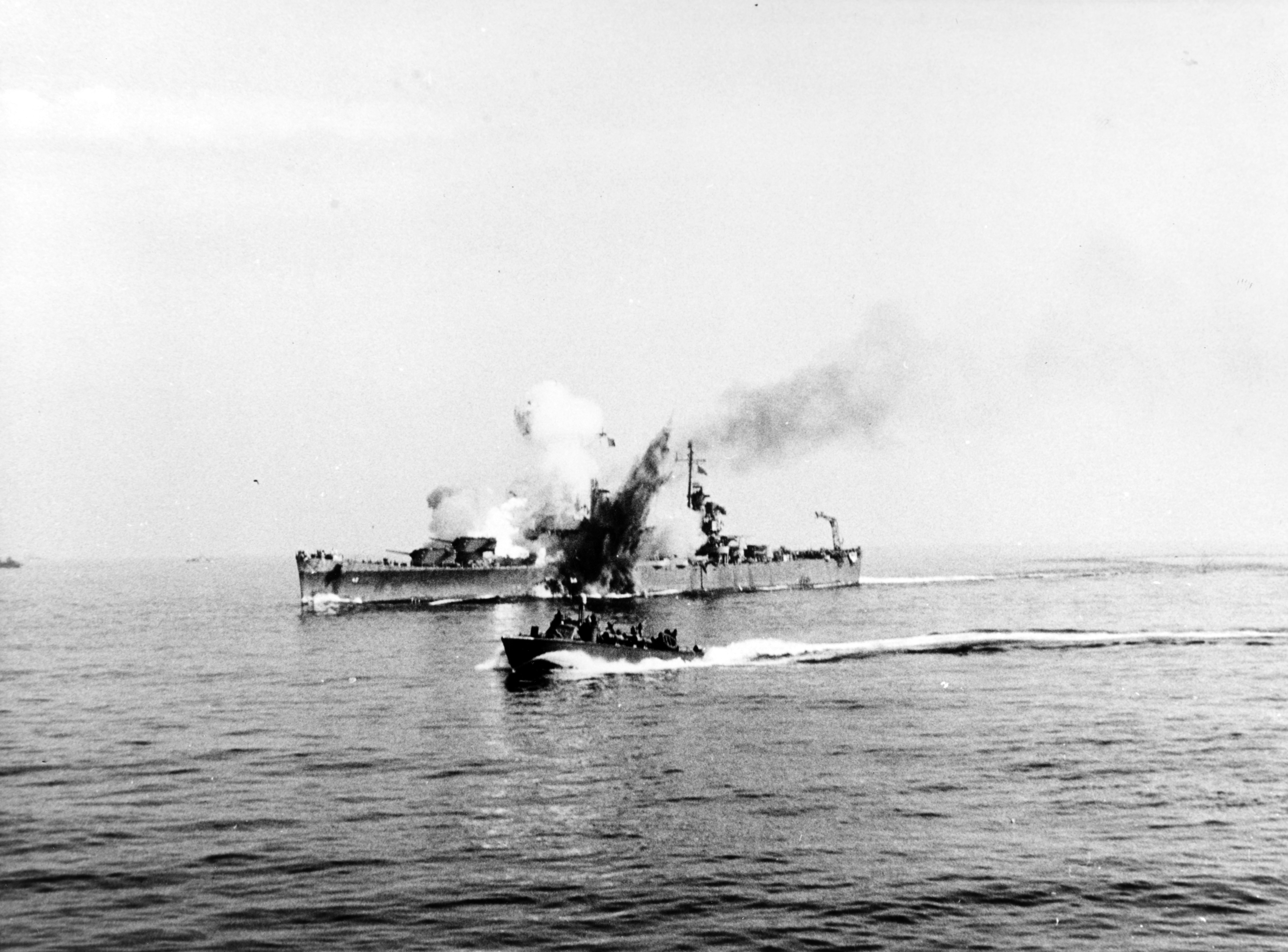
USS Savannah (CL-42) zasažený u Salerna německou klouzavou pumou Fritz X

Za druhé světové války nebyl ztracen ani jeden z křižníků této třídy a do roku 1947 byly vyřazeny z amerického námořnictva.
USS Nashville se účastnil Doolittlova náletu na Tokio. Křižník USS Boise utrpěl závažné poškození dne 11. října 1942 v bitvě u mysu Esperance. Střela, která zasáhla muniční skladiště pod jednou z předních věží však zabila řadu členů posádky, ale nevybuchla a nedošlo tak ke zničení celé lodi. Honolulu se účastnil 30. listopadu 1942 bitvy u Tassafarongy.
Dne 13. prosince 1944 zasáhl Nashville u ostrova Mindoro japonský letoun kamikaze, který zabil či zranil 310 členů posádky. USS Honolulu se účastnil bitvy u ostrova Kolombangara kde ho 13. července 1943, stejně jako lehký křižník USS St. Louis, zasáhlo torpédo. Loď musela pro opravu odplout do USA a poté co se po více než roce vrátila do Pacifiku, ji 20. října 1944, během invaze na Leyte, zasáhlo torpédo z japonského bombardéru, jež ji vyřadilo až do konce války. Boise se účastnil zničení japonského Jižního svazu v bitvě v průlivu Surigao.
USS Savannah byl v září 1943 poblíž Salerna v Itálii zasažen německou dálkově řízenou kluzákovou pumou Fritz X, která způsobila odlomení zádi lodi i s poslední dělovou věží. Jen kvalitně vedené záchranné práce zabránily potopení lodi. Loď byla v USA opravena a zůstaly jí jen čtyři dělové věže.

## Zahraniční uživatelé
Po válce byly dvě lodě sešrotovány a zbytek byl, společně se St. Louis, postupně prodán do Jižní Ameriky. Chile zakoupilo Brooklyn (O'Higgins) a Nashville (Capitan Pratt), Brazílie zakoupila Philadelphia (Barrosso) a St. Louis (Tamandare). Argentina zakoupila lodě USS Boise (Neuve de Julio, sešrotován 1960) a USS Phoenix (17. de Octubre, později General Belgrano).
Asi nejznámější z těchto lodí se stal argentinský USS Phoenix, který byl přejmenován na ARA General Belgrano. Během války o Falklandy byl křižník dne 3. května 1982 torpédován a potopen britskou jadernou ponorkou HMS Conqueror (S48), přičemž 323 členů jeho posádky zahynulo. Ostatní lodě byly vyřazeny nejpozději v na prahu 90. let.